# この世の外へ クラブ進駐軍
『この世の外へ クラブ進駐軍』は、2004年に公開された日本映画である。監督・脚本 阪本順治。

## あらすじ
敗戦間もない1947年、楽器屋の息子で軍楽隊のサックス奏者だった広岡健太郎は、軍楽隊の先輩でベースのジョーさん、ブラスバンド上がりのピアニスト大野、カントリーバンドでトランペットを吹いていた浅川、ドラマー志望（しかし未経験）の池島とともにジャズバンド、「ラッキーストライカーズ」を結成し、進駐軍内のクラブ「EMクラブ」で高額なギャラを目当てに演奏活動を行っていた。
新たに基地へ赴任してきたラッセル・リードは弟をレイテ沖海戦で亡くしたことで、日本人を憎んでいた。テナーサックス奏者としても一流だったラッセルは、金目当てで実力もないラッキーストライカーズも憎むことになる。だが、懸命に努力する姿を見て、次第にラッセルも打ち解けていった。
演奏の腕も上がってきたラッキーストライカーズだったが、やがてメンバー個人個人の問題が表面化してくる。そして、ピアノの明が他のバンドに引き抜かれたことで、解散を余儀なくされた。
時が流れ、トランペットの広行がヒロポン中毒で死んだことをきっかけに、メンバーはラッキーストライカーズを再結成。EMクラブでの演奏を行う。
しかし、朝鮮戦争が勃発しており、ラッセルたちも次々に戦地へと派遣されて行った。
壮行会では、ラッセルが作曲した「Out of This World」が演奏される。

## キャスト
ラッキーストライカーズ
- 広岡健太郎 （テナーサックス&ボーカル） - 萩原聖人
- 池島昌三 （ドラムス） - オダギリジョー
- 浅川広行 （トランペット） - MITCH
- 平山一城 （ベース） - 松岡俊介
- 大野明 （ピアノ） - 村上淳

米兵
- ジム - ピーター・マラン
EMクラブのマネージャーの軍曹。アイルランド系アメリカ人で、去年ダニーという一人息子を交通事故で亡くしている。
- ラッセル・リード - シェー・ウィガム
弟をレイテ沖海戦で亡くし、日本人を憎んでいる。テナーサックス奏者でもある。
- ケリー・ツカモト - 真木蔵人
日系アメリカ人。

- 依田涼子 - 前田亜季
- 英子 - 高橋かおり
- 池内万作
- 大杉漣
- 根岸季衣
- 田中哲司
- 徳井優
- 長曽我部蓉子
- つぐみ
- 小倉一郎
- 光石研
- 哀川翔

## ラッキーストライカーズ演奏レパートリー
- ALL THE THINGS YOU ARE
- DANNY BOY
- MONA LISA
- SENTIMENTAL JOURNEY
- TAKE THE A TRAIN
- TO EACH HIS OWN
- MEMORIES OF YOU
- The Star-Spangled Banner
- Out of This World - オリジナル曲。作詞:阪本順治。劇中の設定では、作曲：ラッセル・リード